# Tomáš Obermajer
Tomáš Obermajer (* 25. prosince 1969) je bývalý český fotbalový brankář. Po skončení aktivní kariéry působí jako asistent trenéra v FK Dukla Praha.

## Fotbalová kariéra
V české lize hrál za FK Chmel Blšany. Nastoupil ve 13 ligových utkáních.

## Ligová bilance
| Ročník                          | Zápasy | Góly | Klub            |
| ------------------------------- | ------ | ---- | --------------- |
| 2. česká fotbalová liga 1993/94 | -      | 0    | FK Chmel Blšany |
| 2. česká fotbalová liga 1994/95 | -      | 0    | FK Chmel Blšany |
| 2. česká fotbalová liga 1995/96 | 28     | 0    | FK Chmel Blšany |
| 2. česká fotbalová liga 1995/96 | 25     | 0    | FK Chmel Blšany |
| 2. česká fotbalová liga 1997/98 | 27     | 0    | FK Chmel Blšany |
| Gambrinus liga 2000/01          | 4      | 0    | FK Chmel Blšany |
| Gambrinus liga 2001/02          | 7      | 0    | FK Chmel Blšany |
| Gambrinus liga 2002/03          | 1      | 0    | FK Chmel Blšany |
| Gambrinus liga 2004/05          | 1      | 0    | FK Chmel Blšany |
| CELKEM 1. liga                  | 13     | 0    |                 |